# Ndubuisi Okosieme
Ndubuisi Okosieme (Lagos, Nigeria, 28 de septiembre de 1966) es un exfutbolista de Nigeria que jugaba en la posición de extremo.

## Carrera

### Club
| Periodo   | Club                     |
| --------- | ------------------------ |
| 1983-1988 | Flash Flamingoes         |
| 1988      | El-Kanemi Warriors       |
| 1989      | ACB Lagos FC             |
| 1989–1991 | KFC Eeklo                |
| 1992–1993 | Willesden Constantine FC |
| 1994–1995 | Petersfield Town FC      |

### Selección nacional
Jugó para Nigeria en tres ocasiones en 1988 y anotó un gol en la Copa Africana de Naciones 1988 donde tuvo su debut el 14 de marzo de 1988 en la victoria por 3-0 ante Kenia. También participó en los Juegos Olímpicos de Seúl 1988 y en la Copa Mundial de Fútbol Sub-20 de 1985 en Canadá.